# Trifolium montanum
Trifolium montanum  es una especie del género Trifolium. 
Es la flor de la provincia de Oslo, Noruega.

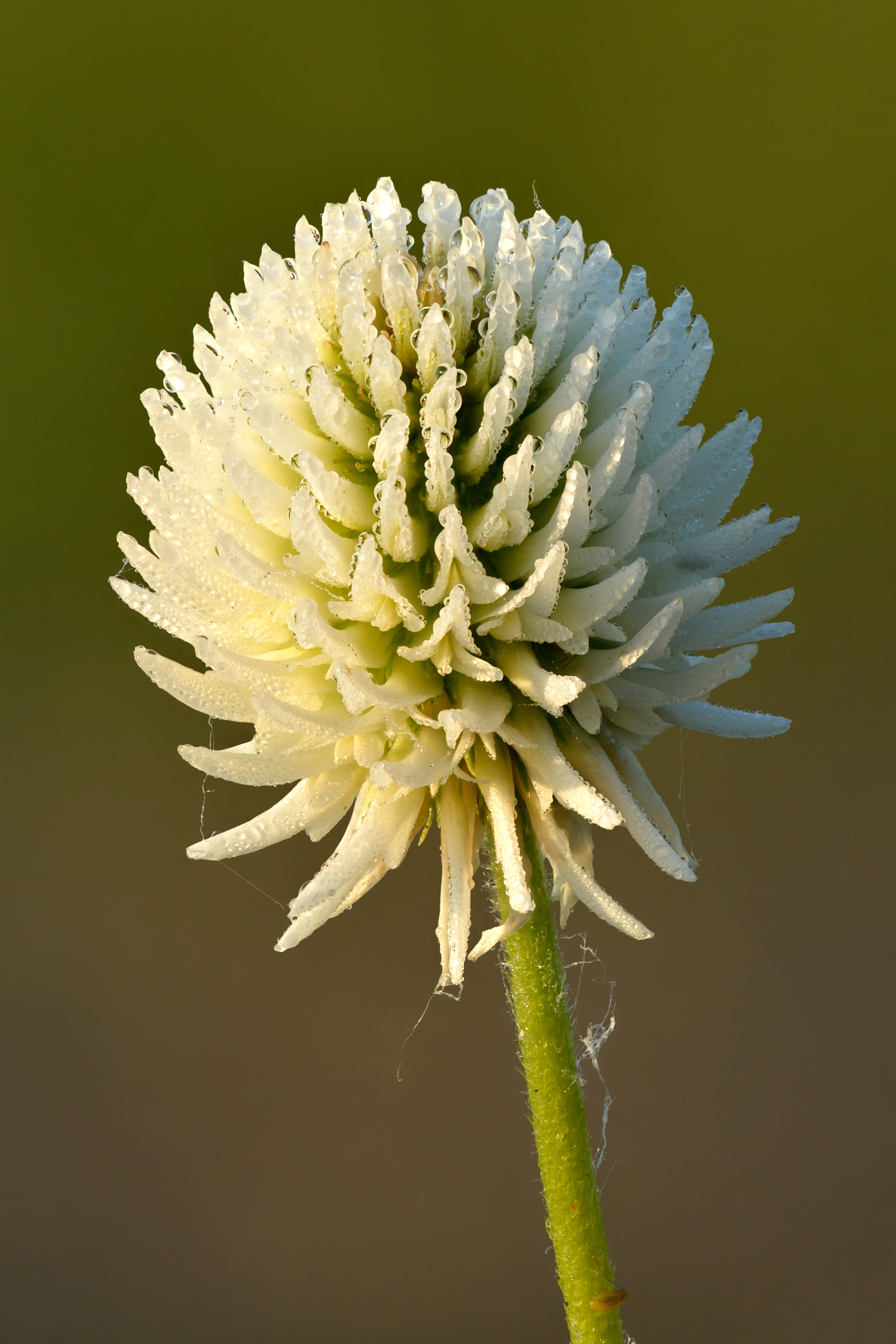
Inflorescencia

## Descripción
Es una planta perenne, herbácea con tallos lanudos casi verticales. En la parte inferior tiene una roseta de hojas, con los restos de vainas de las hojas viejas. Las hojas son dentadas y espinosas , oblongo-lanceoladas  y peludas en la parte inferior. La flor aparecen de dos en dos y alcanza una anchura de 15 a 20 mm. La corona de siete-nueve milímetros de largo es de color blanco a blanco amarillento y unos tallos de un mm de largo. Después de la floración es de color marrón rojizo gris. 

## Distribución
Se encuentra en el centro y sur de Europa.

## Taxonomía
Trifolium montanum fue descrita por Carlos Linneo y publicado en Species Plantarum 2: 770. 1753.
Citología
Número de cromosomas de Trifolium montanum (Fam. Leguminosae) y táxones infraespecíficos: 2n=16
Etimología
Trifolium: nombre genérico derivado del latín que significa "con tres hojas".
montanum: epíteto latino que significa "de la montaña"
Sinonimia
- Amoria montana (L.) Sojak
- Trifolium celtibericum Pau

subsp. humboldtianum (A.Braun & Asch.) Hossain
- Trifolium humboldtianum A.Braun & Asch.

subsp. montanum L.
- Amoria montana (.(Sojak)

subsp. rupestre (Ten.) Pignatti
- Trifolium balbisianum Ser.
- Trifolium rupestre Ten.[5]

## Nombre común
- Castellano:  trébol.[6]